# ملکه ایپک یالووا
ملکه ایپک یالووا (انگلیسی: Melike İpek Yalova؛ زادهٔ ۲۹ آوریل ۱۹۸۴) بازیگر اهل ترکیه است. وی از سال ۲۰۱۱ میلادی تاکنون مشغول فعالیت بوده‌است.
از فیلم‌ها یا برنامه‌های تلویزیونی که وی در آن نقش داشته‌است می‌توان به محکوم اشاره کرد.